# Csanády András
Csanády András (Budapest, 1929. szeptember 27. – Budapest, 2025. január 8.) magyar grafikusművész, szociológus, filozófus, egyetemi tanár.

## Életpályája
1947–1948 között illetve 1949–1953 a Magyar Képzőművészeti Főiskola hallgatója volt; itt Pap Gyula és Koffán Károly oktatták. 1948–1949 között a Pázmány Péter Tudományegyetem Bölcsészettudományi Karának hallgatója volt. 1949-ben politikai okokból kizárták az egyetemről. 1952-től kiállító művész volt. 1953–1957 között a Magyar Képzőművészeti Főiskola tanársegéde volt, de elbocsátották. 1955–1961 között a Fiatal Képzőművészek Alkotóközösségének elnöke volt. 1961-ben megalakította a Fiatal Képzőművészek Stúdióját. 1969–1974 között a Magyar Tudományos Akadémia Filozófiai Intézetének munkatársa volt, de innen is elbocsátották. 1974–1985 között rézkarcokat, fametszeteket árusított. 1985-től ismét kiállító művész volt. 1990-ben rehabilitálták. 1991-től a Magyar Tudományos Akadémia Politikai Tudományok Intézetének tudományos munkatársa és főmunkatársa volt. 2006-tól a Magyar Képzőművészeti Egyetem címzetes egyetemi tanára volt.
Tanulmányúton Olaszországban, Svájcban és Romániában járt. Filozófiai szakíróként is tevékenykedett. Grafikája tudatosan a múlt romantikus, leíró felfogását követte; vonalvezetésének férfias ereje, karakterizáló képessége leginkább a fametszet műfajában érvényesült.

## Családja
Szülei: Csanády György és Nemes Irma voltak. 1958-ban házasságot kötött Bodoky Ágnes (1935–) kémikussal. Három fiuk született: Dániel György (1959), András Richárd (1961) és Márton Tamás (1966).

## Kiállításai

### Egyéni
- 1963 Budapest
- 1967 Szeged

### Válogatott, csoportos
- 1952, 1955, 1957, 1960, 1968-1969, 1971 Budapest

## Könyvei
- Az alapviszonyok reformja avagy A halfej és az értelmiség; MTA, Budapest, 1990 (Társadalomelméleti füzetek)
- Kinyilatkoztatás: két megközelítés / Bolyki János: A Szentírás kettős természetéről / Csanády András: Kijelentés és történelmi lét. A bibliai hermeneutika filozófiai bírálata; Hermeneutikai Kutatóközpont, Budapest, 1997 (Hermeneutikai füzetek)
- Hagyományos térségek megélhetési szerkezete; szerk. Csanády András; Ab Aeterno, Budapest, 1998
- A Homoród-vidéki falvak gazdasági viszonyairól; MTA PTI Etnoregionális Kutatóközpont, Budapest, 2001 (MTA PTI Etnoregionális Kutatóközpont munkafüzetek)
- Karácsonyok; Értékmérő Bt., Budapest, 2010

## Díjai
- VIT-díj (1953)
- Munkácsy Mihály-díj (1954)